# Berkenthin
Berkenthin – gmina w Niemczech w kraju związkowym Szlezwik-Holsztyn, w powiecie Herzogtum Lauenburg, siedziba urzędu Berkenthin.